# Giro del Piemonte 1963
Il Giro del Piemonte 1963, cinquantaquattresima edizione della corsa, si svolse il 21 luglio 1963 su un percorso di 264 km. La vittoria fu appannaggio dell'italiano Adriano Durante, che completò il percorso in 6h52'42", precedendo i connazionali Italo Zilioli e Guido Carlesi.
Sul traguardo di Torino 42 ciclisti, su 119 partiti dalla medesima località, portarono a termine la competizione. 

## Ordine d'arrivo (Top 10)
| Pos. | Corridore        | Squadra              | Tempo    |
| ---- | ---------------- | -------------------- | -------- |
| 1    | Adriano Durante  | Legnano              | 6h52'42" |
| 2    | Italo Zilioli    | Carpano              | s.t.     |
| 3    | Franco Cribiori  | Gazzola              | s.t.     |
| 4    | Guido De Rosso   | Molteni              | s.t.     |
| 5    | Renzo Fontona    | I.B.A.C.             | s.t.     |
| 6    | Bruno Mealli     | Cynar                | a 1'54"  |
| 7    | Roberto Poggiali | Ignis                | s.t.     |
| 8    | Antonio Bailetti | Carpano              | a 3'51"  |
| 9    | Aldo Moser       | San Pellegrino Sport | a 4'50"  |
| 10   | Tommaso De Prà   | San Pellegrino Sport | a 5'12"  |